# Neoarius berneyi
Neoarius berneyi és una espècie de peix de la família dels àrids i de l'ordre dels siluriformes.

## Morfologia
Els mascles poden assolir els 45 cm de llargària total.

## Alimentació
Menja plantes aquàtiques, crustacis bentònics, larves d'insectes, detritus del fons i peixos.

## Distribució geogràfica
Es troba a Nova Guinea i al nord d'Austràlia.